# Auguste Adolphe Marc Reynaud
Auguste Adolphe Marc Reynaud (Tolone, 7 maggio 1804 – Tolone, 4 febbraio 1887) è stato un naturalista e medico francese.
Come medico di bordo, ottenne il grado di "terza classe" nel 1821. A partire dal 1846 prestò servizio come capo chirurgo e nel 1858 fu nominato ispettore generale del Bureau of Medicine and Surgery. Durante la guerra franco-prussiana fu incaricato dell'organizzazione dei servizi di soccorso medico navale.
Prese parte a diversi viaggi per mare durante la sua carriera, in particolare nel 1827/28 a bordo della Chevrette, in cui raccolse esemplari zoologici durante l'esplorazione di India, Birmania e nelle Indie orientali olandesi. Nel 1836 divenne membro corrispondente dell'Académie nationale de médecine.
La specie echinoide Temnopleurus reynaudi prende il nome in suo onore.

## Opere
- (FR) Dissertation sur la température humaine, considérée sous le rapport des âges, des tempéramens, des races et des climats, 1829.
- (FR) Traité pratique des maladies vénériennes, 1845.